# Plays Metallica by Four Cellos
Plays Metallica by Four Cellos – pierwszy album studyjny fińskiej grupy muzycznej Apocalyptica. Wydawnictwo ukazało się 13 czerwca 1996 roku nakładem wytwórni muzycznej Universal Music Group. Płyta zawiera wyłącznie interpretacje utworów z repertuaru Metalliki. 
Płyta dotarła do 7. miejsca fińskiej listy sprzedaży. Album Plays Metallica by Four Cellos uzyskał status złotej płyty w Polsce oraz platynowej płyty w Finlandii.
W trakcie nagrań Max Lilja zagrał na instrumencie francuskiego lutnika Louisa Guersana z 1738 roku. Pozostali członkowie grupy także korzystali z kosztownych i rzadkich instrumentów. Paavo Lötjönen używał wiolonczeli duńskiego lutnika Gulbranda Engera z 1882 roku. Z kolei Antero Manninen instrumentu włoskiego rzemieślnika Giuseppe Pedrazziniego z 1946 roku. Natomiast Eicca Toppinen używał instrumentu Terazi Antivarius. 

## Lista utworów
Opracowano na podstawie materiału źródłowego.
| Nr | Tytuł utworu                | Autorzy                           | Długość |
| -- | --------------------------- | --------------------------------- | ------- |
| 1. | „Enter Sandman”             | Hetfield, Ulrich, Hammett         | 3:41    |
| 2. | „Master of Puppets”         | Burton, Hetfield, Ulrich, Hammett | 7:17    |
| 3. | „Harvester of Sorrow”       | Hetfield, Ulrich                  | 6:15    |
| 4. | „The Unforgiven”            | Hetfield, Ulrich, Hammett         | 5:23    |
| 5. | „Sad But True”              | Hetfield, Ulrich                  | 4:48    |
| 6. | „Creeping Death”            | Burton, Hetfield, Ulrich, Hammett | 5:08    |
| 7. | „Wherever I May Roam”       | Hetfield, Ulrich                  | 6:09    |
| 8. | „Welcome Home (Sanitarium)” | Hetfield, Ulrich, Hammett         | 5:50    |
|    |                             |                                   | 44:31   |

## Twórcy
Opracowano na podstawie materiału źródłowego.
| Zespół Apocalyptica w składzie - Eicca Toppinen - wiolonczela, produkcja muzyczna, aranżacje - Max Lilja - wiolonczela - Paavo Lötjönen - wiolonczela - Antero Manninen - wiolonczela | Produkcja - Sari Väkelä - oprawa graficzna - Juha Laine - oprawa graficzna - Juha Laine - zdjęcia - Pekka Ritaluoto - produkcja muzyczna |